# Илишевский район
Или́шевский райо́н (баш. Илеш районы) — административно-территориальная единица (район) и муниципальное образование (муниципальный район) в её границах под наименованием муниципальный район Илишевский район (баш. Илеш районы муниципаль районы) в составе Республики Башкортостан Российской Федерации.
Административный центр — село Верхнеяркеево.

## География
Район находится на северо-западе республики. Площадь его составляет 1 985 кв.км. Территория расположена на северо-восточных отрогах Бугульминско-Белебеевской возвышенности. По территории района протекают реки Белая, Сюнь, База. Почвы серо-лесные, пойменные и выщелоченные черноземы. Климат умеренный, теплый, незначительно засушливый. Леса, главным образом, березовые, дубовые и осиновые, занимают 15,4 % площади района. Полезные ископаемые представлены месторождениями нефти, глины, песчано-гравийной смеси.

## История
Район образован 31 января 1935 года по постановлению Президиума ВЦИК СССР. В период образования района в его состав входили 24 сельских Совета, 81 колхоз и 104 деревни, ранее принадлежавшие Дюртюлинскому, Чекмагушевскому, Бакалинскому районам, которые были в 1930 году образованы в ходе замены районами кантонов Башкирской Автономной Республики, созданной в 1919 году на территории Уфимской губернии. Село Верхнеяркеево, расположенное на пересечении автомагистрали Уфа-Казань, определено районным центром.
Название район получил от деревни Илиш, центра волостного управления, и Илишевского сельского Совета, ставшего в 1934 году победителем республиканского социалистического соревнования и награжденного Золотой медалью Всесоюзной сельскохозяйственной выставки.
Центральной фигурой герба является серебряный бегущий конь — символ мужества, верности и отваги, любви и преданности Родине. В знак почитания и сохранения своей истории, культурных традиций в оконечности герба изображены тамги вотчинных башкирских родов, потомки которых ныне живут на этой земле.

## Население
| 1939    | 1959    | 1970    | 1979    | 1989    | 2002    | 2008    | 2009    | 2010    |
| ------- | ------- | ------- | ------- | ------- | ------- | ------- | ------- | ------- |
| 60 173  | ↘46 050 | ↗48 614 | ↘42 605 | ↘36 308 | ↘36 281 | ↘34 355 | ↘34 171 | ↗34 654 |
| 2012    | 2013    | 2014    | 2015    | 2016    | 2017    | 2019    | 2021    |         |
| ↘34 066 | ↘33 649 | ↘33 160 | ↘32 799 | ↘32 396 | ↘32 244 | ↘31 708 | ↘31 219 |         |

Согласно прогнозу Минэкономразвития России, численность населения будет составлять:
- 2024 — 31,68 тыс. чел.
- 2035 — 29,81 тыс. чел.

### Национальный состав
Согласно Всероссийской переписи населения 2010 года: башкиры — 78,8 %, татары — 15,3 %, марийцы — 2,6 %, русские — 1,9 %, лица других национальностей — 1,4 %.
Национальный состав по переписям:
| Год  | башкиры | татары |
| ---- | ------- | ------ |
| 1970 | 71 %    | 21 %   |
| 1979 | 79 %    | 13 %   |
| 1989 | 63 %    | 30 %   |
| 2002 | 80,5 %  | 13,7 % |
| 2010 | 78,8 %  | 15,3 % |

По итогам переписи населения 2020 года проживали следующие национальности (национальности менее 0,1 % и другое см. в сноске к строке «Другие»):
| Национальность | Численность, чел. | Доля     |
| -------------- | ----------------- | -------- |
| Башкиры        | 24 496            | 78,47 %  |
| Татары         | 5224              | 16,73 %  |
| Марийцы        | 684               | 2,19 %   |
| Русские        | 430               | 1,38 %   |
| Удмурты        | 157               | 0,50 %   |
| Узбеки         | 43                | 0,14 %   |
| Армяне         | 43                | 0,14 %   |
| Другие         | 142               | 0,45 %   |
| Итого          | 31 219            | 100,00 % |

### Языковой состав
Согласно Всероссийской переписи населения 2010 года родными языками населения являлись: татарский — 85,7%, башкирский — 8,2%, русский — 2,7%, марийский — 2,5% .
Согласно Всероссийской переписи населения 2020 года родными языками населения являлись: татарский — 66,7 %, башкирский — 27,6 %, русский — 2,3 %, марийский — 2,2 %.

## Административное деление
В Илишевский район как административно-территориальную единицу республики входит 22 сельсовета.
В одноимённый муниципальный район в рамках местного самоуправления входит 22 муниципальных образования со статусом сельского поселения:
| №     | Муниципальное образование  | Административный центр | Количество населённых пунктов | Население (чел.) | Площадь (км²) |
| ----- | -------------------------- | ---------------------- | ----------------------------- | ---------------- | ------------- |
| 1e-06 | Сельское поселение         |                        |                               |                  |               |
| 1     | Аккузевский сельсовет      | село Аккузево          | 5                             | ↘725             | 62,3          |
| 2     | Андреевский сельсовет      | село Андреевка         | 6                             | ↘1340            | 79,3          |
| 3     | Базитамакский сельсовет    | село Базитамак         | 10                            | ↘1561            | 102,5         |
| 4     | Бишкураевский сельсовет    | село Бишкураево        | 5                             | ↘916             | 78,5          |
| 5     | Дюмеевский сельсовет       | село Дюмеево           | 3                             | ↘922             | 103,3         |
| 6     | Игметовский сельсовет      | село Игметово          | 4                             | ↘1010            | 88,7          |
| 7     | Исаметовский сельсовет     | село Исаметово         | 4                             | ↘976             | 174,3         |
| 8     | Исанбаевский сельсовет     | село Исанбаево         | 3                             | ↘796             | 72,5          |
| 9     | Итеевский сельсовет        | село Итеево            | 3                             | ↘918             | 71,8          |
| 10    | Ишкаровский сельсовет      | село Ишкарово          | 5                             | ↘1130            | 96,4          |
| 11    | Кадыровский сельсовет      | село Кадырово          | 4                             | ↗997             | 85,2          |
| 12    | Карабашевский сельсовет    | село Карабашево        | 3                             | ↘1291            | 133,0         |
| 13    | Кужбахтинский сельсовет    | село Тазеево           | 4                             | ↘898             | 88,5          |
| 14    | Новомедведевский сельсовет | деревня Новомедведево  | 7                             | ↘1144            | 109,4         |
| 15    | Рсаевский сельсовет        | село Рсаево            | 1                             | ↘882             | 73,2          |
| 16    | Старокуктовский сельсовет  | село Старокуктово      | 3                             | ↗961             | 71,1          |
| 17    | Сюльтинский сельсовет      | село Сюльтино          | 4                             | ↘549             | 52,3          |
| 18    | Урметовский сельсовет      | село Урметово          | 2                             | ↘892             | 99,8          |
| 19    | Черекулевский сельсовет    | село Нижнечерекулево   | 2                             | ↘966             | 63,9          |
| 20    | Юнновский сельсовет        | село Верхнеяркеево     | 4                             | ↗2662            | 121,7         |
| 21    | Ябалаковский сельсовет     | село Ябалаково         | 4                             | ↘1169            | 129,6         |
| 22    | Яркеевский сельсовет       | село Верхнеяркеево     | 1                             | ↘9331            | 15,8          |

### Населённые пункты
В районе 87 населённых пунктов.

| Верхнеяркеево    | ↘9317 |
| Нижнеяркеево     | ↗977  |
| Рсаево           | ↘894  |
| Андреевка        | ↘896  |
| Дюмеево          | ↘851  |
| Юнны             | ↗814  |
| Кадырово         | ↘754  |
| Исаметово        | ↘728  |
| Старокуктово     | ↘669  |
| Базитамак        | ↘666  |
| Урметово         | ↘654  |
| Карабашево       | ↘613  |
| Ишкарово         | ↘576  |
| Нижнечерекулево  | ↘573  |
| Верхнеманчарово  | ↘524  |
| Исанбаево        | ↘523  |
| Тазеево          | ↘518  |
| Итеево           | →506  |
| Аккузево         | ↘492  |
| Иштеряково       | ↘492  |
| Лаяшты           | ↗460  |
| Старотатышево    | ↘451  |
| Старокиргизово   | ↘439  |
| Бишкураево       | ↘433  |
| Тупеево          | ↘415  |
| Илишево          | ↘409  |
| Верхнечерекулево | ↘402  |
| Сынгряново       | ↘388  |
| Кужбахты         | ↘372  |

| Ябалаково        | ↘359 |
| Сюльтино         | ↘339 |
| Аначево          | ↘324 |
| Новокуктово      | ↗316 |
| Телекеево        | ↘316 |
| Чуй-Атасево      | ↘310 |
| Телепаново       | ↘307 |
| Игметово         | ↘296 |
| Абдуллино        | ↘285 |
| Новомедведево    | ↘259 |
| Илякшиде         | ↗240 |
| Шамметово        | ↘236 |
| Буралы           | ↗235 |
| Груздевка        | ↗233 |
| Саиткулово       | ↗218 |
| Ташкичи          | ↘217 |
| Верхнее Юлдашево | ↘216 |
| Турачи           | 205  |
| Янтуганово       | ↘202 |
| Мари-Менеуз      | ↗201 |
| Красноярово      | ↘185 |
| Уяндыково        | ↗182 |
| Зяйлево          | ↘181 |
| Тюлиганово       | ↗178 |
| Мало-Бишкураево  | ↗169 |
| Татарский Менеуз | ↘156 |
| Марино           | ↘155 |
| Красный Октябрь  | ↘154 |
| Новонадырово     | ↘134 |

| Ибрагим        | ↗132 |
| Кипчаково      | ↘123 |
| База-Куяново   | ↘122 |
| Урняково       | ↘119 |
| Гремучий Ключ  | ↘101 |
| Тукай-Тамак    | ↘100 |
| Старонадырово  | →89  |
| Улу-Ялан       | ↘88  |
| Кызыл-Юлдуз    | ↘85  |
| Каенлык        | ↗80  |
| Новоаташево    | ↗79  |
| Гремучий Ключ  | ↗64  |
| Старобиктово   | ↗63  |
| Кызыл-Байрак   | ↘62  |
| Князь-Елга     | ↘59  |
| Шидали         | ↘48  |
| Малотазеево    | ↗46  |
| Калинино       | ↘38  |
| Восток         | →29  |
| Лена           | ↘25  |
| Буляк          | ↗20  |
| Ашманово       | ↗15  |
| Ирмашево       | ↘10  |
| Ташчишма       | ↗9   |
| Кызыл-Куч      | →5   |
| Вотский Менеуз | ↘4   |
| Буляк          | ↘0   |
| Старомедведево | ↘0   |
| Яна-Турмуш     | →0   |

## Экономика
В районе развито сельское хозяйство. Под сельскохозяйственными землями занято 141,7 тыс. га (71,5 % территории района), из них пашни — 107 тыс. га, сенокосы — 4,8 тыс. га, пастбища — 29,7 тыс. га. Основные отрасли сельскохозяйственного производства: возделывание зерновых культур, молочно-мясное скотоводство, свиноводство.
По территории района проходят автомобильные дороги М-7 "Волга" и Нефтекамск — Туймазы.

## Социальная сфера
В районе имеется 72 общеобразовательные школы, в том числе 27 средних, 35 массовых библиотек, 69 клубных учреждений, центральная районная и 3 сельские участковые больницы. Издаётся газета «Маяк», основной тираж которой выходит на татарском языке, также имеются дубляжные варианты на башкирском и русском языках.

## Известные люди
- Муса Гареев — дважды Герой Советского Союза.
- Анвар Абдуллин — Герой Советского Союза.
- Дюмей Ишкеев — один из предводителей башкирского восстания 1704—1711 годов.
- Роберт Миннуллин — народный поэт Татарстана, заслуженный деятель искусств РТ, заслуженный работник культуры Республики Башкортостан, лауреат Государственной премии РТ им. Г.Тукая.
- Ринат Хайри — башкирский поэт и писатель, лауреат премии имени Галимова Саляма.
- Илдус Тимерханов — детский писатель.
- Суфиян Поварисов — народный писатель Башкортостана, доктор филологических наук, профессор Башкирского государственного университета.
- Файруза Шайдуллина — певица, народная артистка Башкортостана.
- Ахсан Баян(Әхсән Баян)  — поэт, прозаик и драматург, заслуженный деятель искусств ТАССР , лауреат Государственной премии Республики Татарстан имени Габдуллы Тукая , народный поэт Республики Татарстан .